# Кржановські (герб)
Кржановські — шляхетський герб, підвид герба Любич.

## Опис герба
Опис згідно з класичними правилами бланзування:
У синьому полі (раніше також червоному) срібна підкова із золотим лицарським хрестом на ній та таким же хрестом у центрі. Клейнод: золотий лев (раніше також срібний) із мечем. Намет чорний із сріблом (зустрічається червоний, підбитий золотом). Червоний колір у гербі був, ймовірно, використаний для відмінності одного роду від іншого.

## Роди
Krzanowski, von Krzanowski, Kszanowski (modyfikacja Krzanowski).

## Подібні назви
Chrzanowski, Krzonowski, Krząnowski.

## Дивись також
- герб Любич
- Існувала сім'я Krzanowskich pieczętująca гербом Мора.